# Trichopria masrensis
Trichopria masrensis is een vliesvleugelig insect uit de familie van de Diapriidae. De wetenschappelijke naam van de soort is voor het eerst geldig gepubliceerd in 1940 door Priesner.